# Falsepilysta bifasciata
Falsepilysta bifasciata là một loài bọ cánh cứng trong họ Cerambycidae.